# Unitárius Kis Könyvtár
Az Unitárius Kis Könyvtár egy 19. század végi magyar vallási könyvsorozat volt. Az egyes kötetek Derzsi Károly szerkesztésében és Kókai Lajos Kiadásában Budapesten jelentek meg 1882 és 1901 között:
- 1. Payne A. Az igaz vallás. – Hopgood J. Unigárius ker. hitvallás. – Sharpe S. Unitárius ker. vallás. (16 l.) 1882
- 2. Gaskell Vilmos. Az unitárius ker. vallás erős érvei. – A krisztusi ker. vallás. (14 l.) 1882
- 3. Brooke Heford. Jézus Krisztus. (15 l.) 1882
- 4. Walters W. Frank. A biblia. – Brooke Herford. Közönséges, józan nézet a bibliáról. (15 l.) 1883
- 5. Bamley E. Mi az unitárismus? (14 l.) 1883
- 6. Hopps P. János. A négy vezető szózat. (14 l.) 1883
- 7. Wright János. Van-e az unitáriusoknak evangeliuma? (15 l.) 1883
- 8. Bellows W. H. Isten, az Atya, (15 l.) 1883
- 9. Derzsi Károly. Hálaima, Stefánia… – Bellows W. H. Személyes halhatatlanság. – Derzsi Károly. Urvacsorai beszéd. (15 l.) 1883
- 10. Walters W. Frank. Az elvitt istenek. – Miért járok én az unitáriusok istentiszteletére? (15 l.) 1884
- 11–13. Hopps P. János. Jézus élete. (35 l.) 1884
- 14. Derzsi Károly. Imaház megnyitó ima és beszéd. (15 l.) 1884
- 15. Derzsi Károly. Karácson-ünnepi istentisztelet. (14 l.) 1884
- 16–20. Coqwerel A. ifj. A lelkiismeret és a hit. (66 l.) 1884
- 21-23. ?
- 24–25. Rövid beszédek gyermekeknek. (46 l.) 1889
- 26. Gyászima Rudolf trónörökös ő Fenségének elhunyta alkalmából. (14 l.) 1889
- 27–33. Palesztina Jézus korában. Carpenter E. J. után (118 l.) 1897
- 34-37. ?
- 38–39. Derzsi Károly. Nagypénteki ima. Husvéti ünnepi istentisztelet. (30 l.) 1892
- 40–42. Dole F. K. Jézus és kiválóbb kortársai. (49 l.) 1892
- 43–45. Templomszentelési imák és beszédek. (41 l.) 1892
- 46–47. A biblia élete. (34 l.)
- 48. Derzsi Károly. Hála-ima. (10 l.) 1892
- 49–53. Dr. Martinéau Jakab. Imakönyv. (78 l.) 50 f, vászonba kötve
- 54–57. Freemann C. J. A »Miatyánk«. (61 l.) 1894
- 58–64. Jenkin Llyod Jones. A világ vallásai. (109 l.) 1894
- 65-69. ?
- 70–72. szám. A halhatatlanság helye hitelveink között. (J. E. Carpenter nyomán.) (48 l.) 1901